# Juli Civilis
Claudi Civilis o més correctament Gai Juli Civilis (en llatí Claudius Civilis o Caius Julius Civilis) va ser el líder dels bataus, poble germànic que es revoltà contra Roma l'any 69. Els bataus se separaren dels cats i s'establiren a les illes que formaven les boques del Rin i el Mosa essent aliats romans.

## Revolta dels Bataus
La revolta es va gestar quan van esclatar les guerres civils de l'any dels quatre emperadors. Juli Paule i Claudi Civilis eren germans de la casa reial dels bataus però sota un fals càrrec de traïció el legat de Neró, Luci Fonteu Capitó, va executar a Juli Paule l'any 67 o 68 i va enviar a Civilis a Roma carregat de cadenes. Aviat fou alliberat per Galba i nomenat prefecte d'una cohort, però en ser proclamat emperador Vitel·li es va fer sospitós i l'exèrcit va demanar que fos castigat.
Es va escapar i va començar a preparar la seva venjança. Les legions germàniques havien deixat les províncies de Germània Inferior i Germània Superior per anar a Itàlia en suport de Vitel·li, i Antoni Prim i Hordeoni Flac, partidaris de Vespasià havien planejat una revolta a les Germànies per impedir la sortida d'aquestes tropes o forçar el seu retorn i li van encarregar la feina a Civilis que es presentava com partidari de Vespasià. Al projecte va ajudar un decret de Vitel·li que mobilitzava els bataus per l'exèrcit, i la forma brutal amb què el decret es va fer complir. Instigats per Civilis, els bataus van rebutjar els reclutaments i d'acord amb un antic costum germànic, Civilis va convocar una gran assemblea nocturna a una cova sagrada i va aconseguir el suport dels caps bataus per la revolta. Es van unir també a la revolta els canninefates, un altre tribú germànica de la mateixa zona, dirigits per Brinnó, que per la seva banda va obtenir el suport dels frisis de l'altre costat del Rin.
El quarters d'hivern dels romans foren atacats i es van haver de retirar de les seves fortaleses al país batau. Civilis, teòricament encara aliat romà, va fingir que reprimia la revolta amb una cohort posada al seu servei i que la resta dels soldats romans havien de romandre tranquils als seus quarters. Després d'això Civilis es va posar obertament al costat del rebels i al capdavant del canninefates, frisis i bataus, es va enfrontar als romans a la vora del Rin; en mig de la batalla una cohort formada per tungres va desertar cap al costat de Civilis i va decidir la batalla. La flota, molts dels tripulants de la qual eren bataus, fou controlada per aquestos i portada al costat germànic de la frontera.
Civilis va enviar missatgers a la Gàl·lia i Germania per urgir a la revolta. Hordeoni Flac, governador de Germània, que inicialment havia ajudat a Civilis en la revolta, va ordenar al seu llegat Mummi Luperc, d'anar contra els revoltats. Civilis li va presentar batalla. Les forces bataves de Luperc van desertar i les no bataves van fugir, i els legionaris es van haver de refugiar a Vetera Castra, principal fortalesa al Rin. Mentre algunes legions de veterans formades per bataus i canninefates, que havien marxat a Itàlia per ordre de Vitel·li, es van amotinar i van tornar a Germània per unir-se a Civilis. En el seu camí van derrotar les forces de Herenni Gal, comandant de les forces amb seu a Bonn. Així Civilis controlava ara un verdader exèrcit. Per cobrir-se políticament va declarar la seva lleialtat a Vespasià i va demanar a les legions de Vetera Castra que reconeguessin a aquest com a emperador, però no va tenir èxit, ja que aquestes legions eren addictes a Vitel·li.
Als bataus es van unir els brúcters i els tèucters mentre Mummi Luperc i Numisi Ruf reforçaven les fortificacions de Vetera Castra, i foren assetjats per Civilis amb forces de terra i la flota. Hordeoni Flac va demorar les operacions perquè afavoria a Vespasià i finalment va ser deposat pels soldats i el comandament va passar a Dil·li Vòcula. Les forces tribals de tot Germània no paraven d'anar al camp de Civilis i va atacar a les forces de gals a l'oest del Mosa i més lluny com els menapis, per forçar el seu aixecament contra Roma, especialment els trèvers i el ubis; aquestos darrers es van mantenir fermament lleials a Roma i van patir destruccions. Vetera Castra, assetjada, va sofrir un atac, però l'atac fou rebutjat. Així es va arribar cap als final de l'any 69, una mica abans de la batalla de Cremona que va decidir la victòria de Vespasià sobre Vitel·li.
Quan es va conèixer la victòria de Vespasià, van enviar Albí Montà davant de Civilis per comminar-lo a posar fi a la revolta, ja que el seu afavorit havia triomfat. Però Civilis es va negar i poc després va enviar a Juli Màxim i Claudi Víctor (aquest era el seu nebot, fill de la seva germana) contra les legions de Vòcula, i van atacar per sorpresa el campament de Vòcula a Ascibúrgium que només es va salvar per l'arribada d'un ajut inesperat, que finalment van posar en fuita als atacants que no foren perseguits. Civilis va presentar als assetjats de Castra Vetera aquest fet com una victòria, però un presoner va revelar la veritat i la fortalesa no es va rendir. Vòcula va marxar llavors per aixecar el setge i va derrotar les forces de Civilis, però altra vegada no foren perseguits i no es va culminar la victòria.
Aviat els romans es van haver de retirar de Gelduba i Novesium per manca de provisions, i Civilis va ocupar Gelduba i va tornar a atacar Vetera Castra i les dissensions entre Vòcula i Hordeoni Flac van permetre una victòria del cap rebel. Però poc després Vòcula va reorganitzar les seves forces i va ocupar Magontiacum que estava en mans de Civilis.
Al gener de l'any 70 aC es va saber de la mort de Vitel·li que era el preferit de les forces romanes a les províncies de Germània, i va provocar també falles de fidelitat a l'imperi dels gals; van circular rumors de què a Mèsia i Pannònia les tropes romanes estaven essent atacades per dacis i sàrmates, i es va informar de l'incendi del Capitoli a Roma.
Juli Clàssic i Juli Tutor es van unir a Civilis i van derrotar a Vòcula i després d'això, en la impossibilitat de sostenir-se, Vetera Castra es va rendir però els legionaris al sortir van ser morts pels soldats germànics de Civilis potser amb coneixement d'aquest.
Civilis i Clàssic van destruir els quarters d'hivern romans excepte els de Magontiacum i Vindonissa. Els germànics demanaven la destrucció de Colonia Agrippina, però finalment no es va produir perquè a la ciutat havia estat amagat el fill de Civilis des del començament del conflicte i el noi havia estat protegit pels ciutadans, i Civilis va voler agrair aquest fet. Va derrotar algunes tribus hostils i es va enfrontar a un vell enemic, Claudi Labeó, al front d'irregulars betasis (betasii), tungres i nervis, al que va derrotar i va aconseguir que els tungres i altres tribu es passessin al seu costat; en canvi pocs pobles gals es van revoltar i només els trèvers i el lingons es van unir a Civilis.
A Roma, Licini Mucià va decidir enviar un exèrcit poderós al Rin i posar fi a la revolta. En va encarregar el comandament a Quint Petili Cerealis i Anni Gal. En aquest moment Civilis lluitava encara amb Labeó que dirigia grups de gals belgues; Clàssic gaudia del seu nou poder i Juli Tutor, que havia de vigilar els passos dels Alps cap a l'alt Rin, no va fer la seva feina. Cerealis no va tardar a presentar-se al país dels trèvers i ocupar la seva capital Augusta dels Trèvers. Era allí quan va rebre una carta de Civilis i Clàssic que l'informava de la mort de Vespasià i li oferia l'imperi.
Civilis esperava reforços de l'altre costat del Rin però Clàssic i Juli Tutor volien la batalla decisiva, que es va lliurar al Mosel·la, en la que els romans van obtenir una victòria completa. Colonia Agrippina va ser ocupada pel guanyador. Els rebels encara conservaven força poder i van destruir part de la flota romana i van derrotar un cos de nervis que s'havien sotmès al llegat romà Fabi Prisc i havien atacat als seus antics aliats.
Mentre, van arribar els reforços de la Germània bàrbara i Civilis es va establir a Vetera Castra contra la que va marxar Cerealis. La batalla decisiva va ser una victòria romana mercès a la traïció dels bataus, però com que els romans no tenien flota els rebels es van poder escapar creuant el Rin; a l'altre costat es van unir a Civilis els chauci, i unit a Clàssic i Tutor va fer un darrer esforç per mantenir el control de les illes dels bataus, però encara que inicialment victoriós, aviat Cerealis el va derrotar i el va obligar a fugir a l'altre costat del Rin.
Cerealis va enviar emissaris per oferir la pau als bataus i el perdó a Civilis, que es va haver de rendir i acceptar l'oferta. Es va entrevistar amb Cerealis a un pont del riu. La història de Tàcit s'acaba just en aquest moment i la sort final de Civilis és desconeguda.